# Eduardo Souto de Moura

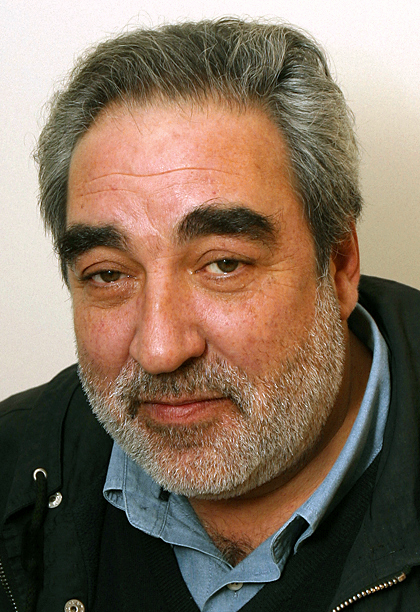
Eduardo Souto de Moura

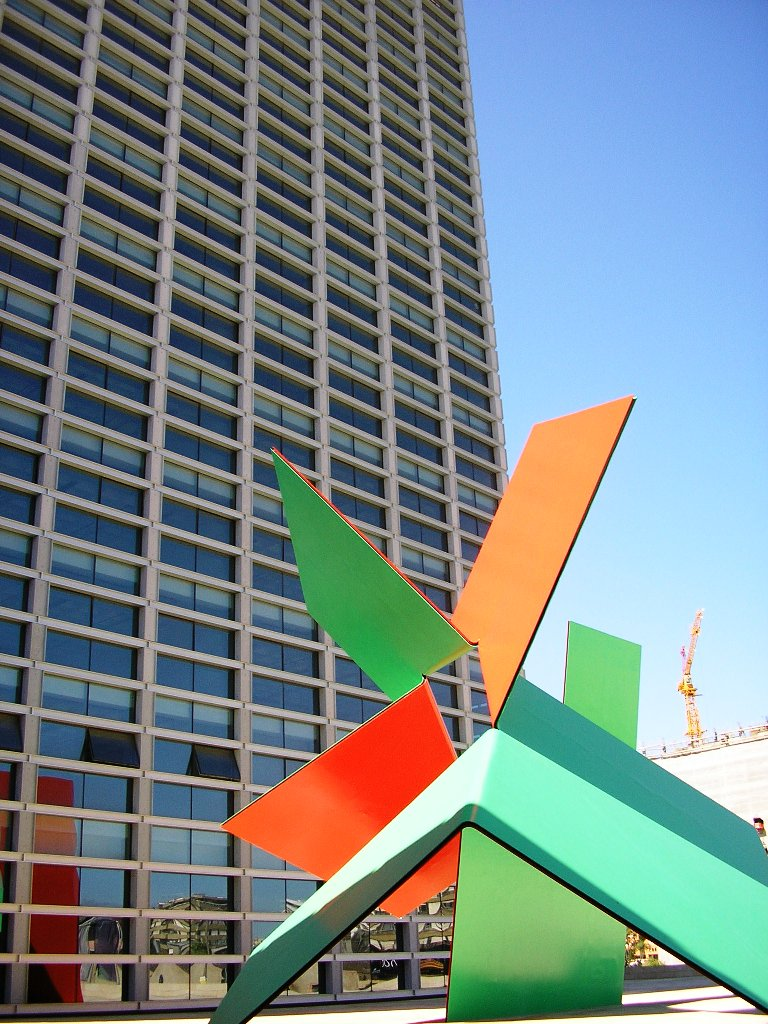
Burgo Empreendimento i Porto.

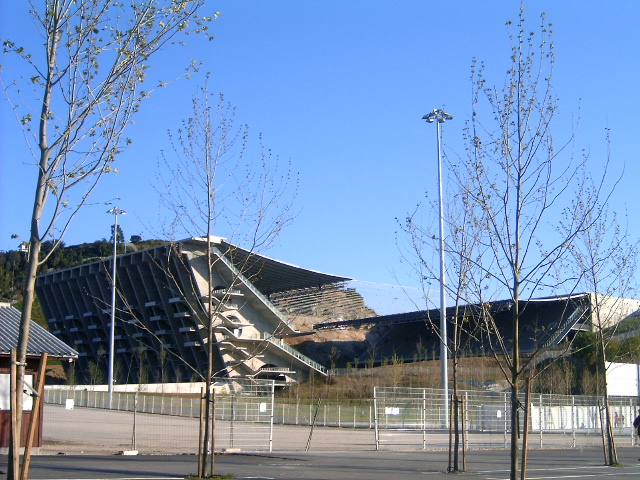
Stadionbyggnaden Estádio Municipal i Braga, Portugal.

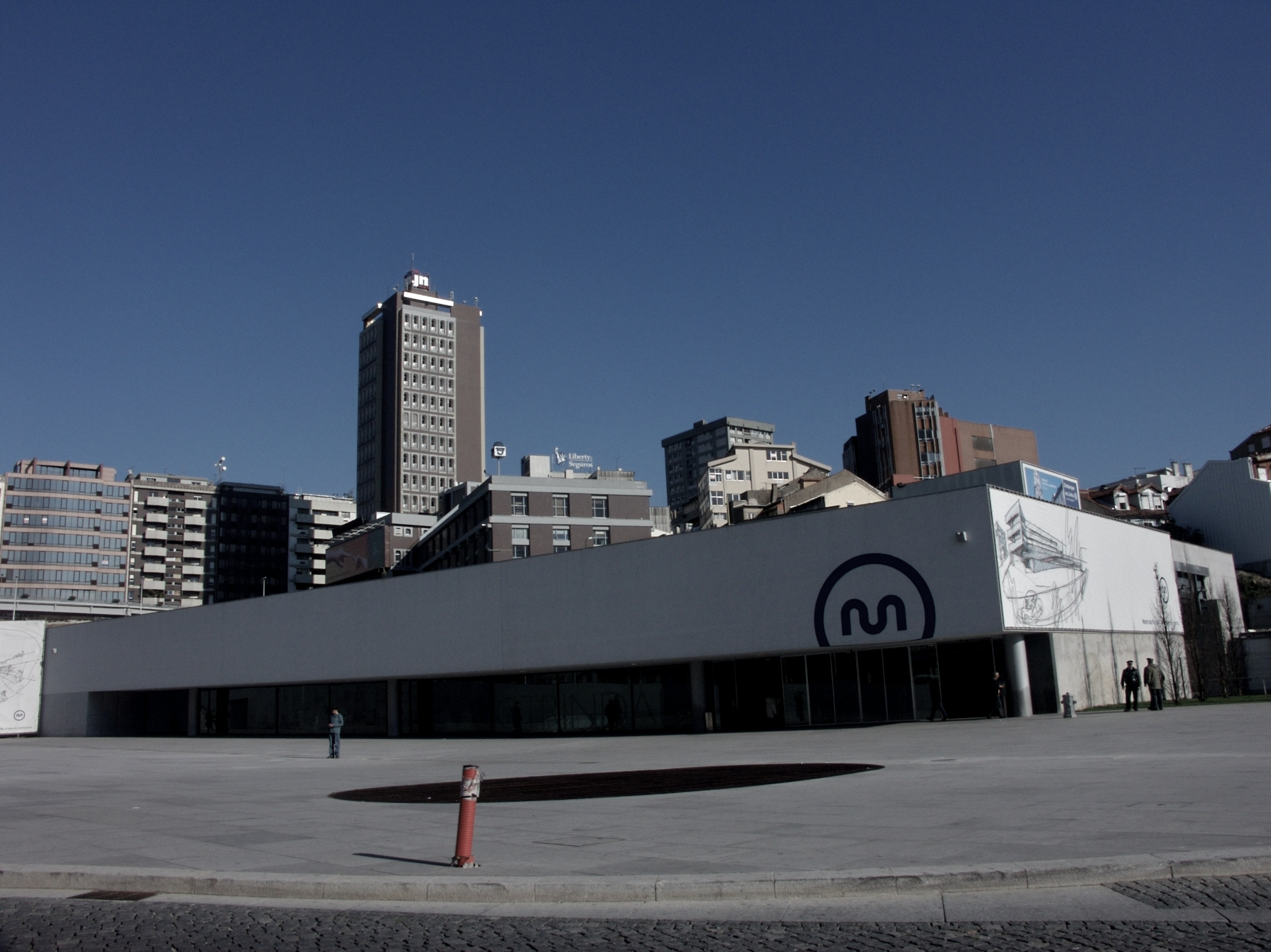
Metrostationen Porto Trindade i Porto.

Eduardo Souto de Moura, född 25 juli 1952 i Porto, är en portugisisk arkitekt. Han belönades år 2011 med Pritzkerpriset.

## Biografi
Souto de Moura studerade skulptur innan han bytte till arkitektur vid Faculdade de Arquitectura da Universidade do Porto, Porto, där han tog examen år 1980. Åren 1974-79 arbetade Souto de Moura vid landsmannen och arkitekten Álvaro Sizas kontor. Samma år Souto de Moura tog examen startade han sitt eget kontor, på uppmaning av Vieira och efter att ha vunnit en arkitekttävling om Casa das Artes i hemstaden Porto. Till en början arbetade Souto de Mouras kontor med privata bostäder i Portugal, och senare även med bland annat konstgallerior, shoppingcenter och biografer i centrala Västeuropa. Mellan 1989 och 1997 restaurerade Souto de Moura klostret Santa Maria do Bouro. Han blev professor vid Faculdade de Arquitectura da Universidade do Porto och gästprofessor vid bland annat Harvard och Eidgenössische Technische Hochschule Zürich.
Souto de Moura har fått mycket god kritik för sin användning av material som trä, marmor, betong och stål. Souto de Moura säget att: Vi måste använda trä eftersom det är ett av de finaste material som finns tillgängligt. I Pritzkerjuryns bedömning nämns att Souto de Moura förstärker den historiska känslan samtidigt som han expanderar räckvidden för samtida uttryck.

## Byggprojekt (i urval)
- Estádio Municipal de Braga, Portugal, 2003
- Porto Metro, Portugal, 2004
- Serpentine Gallery, paviljong, London, Storbritannien (i samarbete med Siza), 2005
- Burgo Empreendimento kontorsbyggnad, Avenida da Boavista, Porto, Portugal, 2007
- Casa das Histórias Paula Rego, Cascais, Portugal, 2009
- Krematorium i Kortrijk, Belgien, 2011